# 最後の酋長
『最後の酋長』（さいごのしゅうちょう、原題：Seminole）は1953年のアメリカ合衆国の映画。出演はロック・ハドソン、バーバラ・ヘイル、アンソニー・クイン、リチャード・カールソンなど。

## キャスト
※括弧内は日本語吹替（放送日：1970年5月9日 NET『土曜映画劇場』）
- コールウェル少尉：ロック・ハドソン（細井重之）
- レビーア：バーバラ・ヘイル（翠準子）
- オシオラ：アンソニー・クイン（小松方正）
- ディーガン少佐：リチャード・カールソン（島宇志夫）
- カジャック：ヒュー・オブライエン
- ハミルトン中佐：ラッセル・ジョンソン
- マグルーダー軍曹：リー・マーヴィン（小林清志）

## スタッフ
- 監督：バッド・ベティカー
- 製作：ハワード・クリスティ
- 脚本：チャールズ・K・ペック・ジュニア
- 撮影：ラッセル・メティ
- 編集：ヴァージル・W・ヴォーゲル
- 音楽監督：ジョセフ・ガーシェンソン